# 教育職員免許法
教育職員免許法（きょういくしょくいんめんきょほう、昭和24年5月31日法律第147号）は、教育職員の免許状の基準に関する日本国の法律である。
1949年（昭和24年）5月31日 火曜日に公布。同年の1949年（昭和24年）9月1日 木曜日から施行。教育職員免許法と同時に教育職員免許法施行法（昭和24年法律第148号）が同日に制定・公布・施行された。
現在では、初等中等教育を行う学校の教育職員の免許状についてのみ規定している。教育職員免許法は、特例や経過措置が多い。

## 概要
1954年以降、教育職員免許法は、教員の免許状についてのみ規定している。かつては、初等中等教育を行う学校の校長の免許状、教育委員会の教育長の免許状、教育委員会の指導主事の免許状についても定められ、校長の職、教育長の職、指導主事の職に就くには、教育職員免許法が定める免許状が必要とされた。
教育職員免許法によって、学校教育法（昭和22年法律第26号）第1条に定める幼稚園・小学校・中学校・高等学校・中等教育学校・特別支援学校の、主幹教諭・指導教諭・教諭・助教諭・養護教諭・養護助教諭・栄養教諭・講師（講師については、特別非常勤講師を除く）は、免許状を有する者でなければならないとされている（主幹教諭、指導教諭は、2008年4月1日から）。
本法律は特例や経過措置が多く、附則により本則が実務上、機能していない（あるいは弱められている）ような条文もあり、本則条文が理念化している部分もある（例えば、特別支援学校や中等教育学校の教員となる免許状の特例、高等学校の一部の教科は教育実習等の教職単位が不要など）。また、本法の詳細規定は省令、大臣告示、地方の教育委員会規則等に多くを委任しており、「教育職員免許法施行規則」はもちろん、行政通達や運用上の行政判断等も参照しなければ理解することが困難となっている。

## 歴史

### 制定の経緯
第二次世界大戦前の日本の教員は、師範学校の卒業生が中心を占めていた。当時は、性質がよくない教員の存在がささやかれ、この原因は、教員養成の中心部分を官立全寮制の師範学校に依存していたためと考えられた。これを受けて第二次世界大戦降伏後は、大学で所定の単位を修得すれば、だれもが教員免許状の授与を受けられるようにした。この制度は、第二次世界大戦前の制度に対して「開放制」などと呼ばれた。
また、当時は、教育の強力な地方分権化が構想された時期でもあり、そのため、教育職員免許法において、（免許状の）「授与権者」は、文部大臣（現在の文部科学大臣）ではなく、都道府県の教育委員会とされている。当初は、教科用図書検定なども都道府県の教育委員会が行うことが想定されていた。やがて、教科用図書検定などは、文部省（現在の文部科学省）の所管事務となったが、免許状の授与については、教育職員免許法の規定に基づいて都道府県の教育委員会が行っている。
さらに、教育委員会を設ける際に、専門的な職員を確保するため、校長の免許状、教育委員会に置かれる教育長や指導主事の免許状も定めることにしたが、1954年に廃止された。
教育職員免許法と同時には、教育職員免許法施行法が制定され、それまでの旧制度の教員免許状を新制度に移行させる役割を担った（なお、現在でも、教育職員免許法施行法によって、海技士免状を有する者が高等学校教諭の商船の教科についての免許状の授与を、無線従事者免許証〔第一級総合無線通信士、第一級陸上無線技術士のみ〕を有する者が高等学校教諭の工業の教科についての免許状の授与を、受ける道が開かれている）。

### 制定後の経緯
制定当初は、就学前教育、初等教育、中等教育のすべての学校の教員（実習助手を除く）と、これらの学校の校長、教育委員会の教育長と指導主事の免許状について定めていた。しかし、校長、教育長、指導主事の免許状については、免許所持者を人材としてなかなか確保できなかったこともあり、1954年に廃止された。当初、免許状のうち、一般的な普通免許状は、1級免許状と2級免許状に区分されていたが、1989年の法改正によって、専修免許状、一種免許状、二種免許状の3種に改められた（ただし、高等学校教諭の免許状については、専修免許状と一種免許状の2種類）。その後1990年代後半には、教職課程の単位数をはじめとする再編成が法改正により定められた。1997年には、議員立法により小学校及び中学校の教諭の普通免許状授与に係る教育職員免許法の特例等に関する法律が制定され、新規に教員の免許状の普通免許状の授与を受けようとする場合は、介護等の体験が必要となった。
なお、教科・科目など追加に合わせた教育職員免許法の改正は、常に行われてきている。

## 構成
教育職員免許法の構成については、免許状を取得するために必要な単位数、勤続年数、条件などを定める別表が多くなっている。
- 制定文
- 第1章 総則
- 第2章 免許状
- 第3章 免許状の失効および取上げ
- 第4章 雑則
- 第5章 罰則
- 附則
- 別表第1 - （認定課程による教諭の免許状の授与）
- 別表第2 - （認定課程による養護教諭の免許状の授与）
- 別表第2の2 - （認定課程による栄養教諭の免許状の授与）
- 別表第3 - （教育職員検定による通常学校の教諭の上位免許状の授与）
- 別表第4 - （教育職員検定による他教科免許状の授与）
- 別表第5 - （教育職員検定による実習教諭免許状の授与）
- 別表第6 - （教育職員検定による養護教諭の上位免許状の授与）
- 別表第6の2 - （教育職員検定による栄養教諭の上位免許状の授与）
- 別表第7 - （教育職員検定による特殊学校の教諭の免許状の授与）
- 別表第8 - （教育職員検定による隣接校種の教諭の免許状の授与）

## 関係法令等
- 教育職員免許法（昭和24年法律147号）

この項目で説明している法律である。
- 教育職員免許法施行令（昭和24年政令第338号）

教員免許状制度に関する規定を定めるときに意見を聞く審議会を定めている。
- 教育職員免許法施行規則（昭和29年文部省令第26号）

教員免許状の授与に際して取得しなければならない科目の単位、試験などについて具体的に定めている。
- 教職課程認定基準（平成13年7月19日 文部科学省 中央教育審議会 教員養成部会決定）

- 教育職員免許法施行規則第六十一条の四第六号の規定に基づき文部科学大臣が定める者に関する告示（平成20年文部科学省告示第162号）
- 教育職員免許法施行規則の一部を改正する省令附則第十条第一項第六号の規定に基づき文部科学大臣が定める者に関する告示（平成20年文部科学省告示第51号）
- 教育職員免許法施行規則の一部を改正する省令附則第三条第四号の規定に基づき文部科学大臣が定める者に関する告示（平成20年文部科学省告示第163号）

- 免許状更新講習規則（平成20年文部科学省令第10号）

免許状更新講習について定めた省令である。
- 免許状更新講習規則第九条第一項第四号の規定に基づき文部科学大臣が定める者に関する告示（平成20年文部科学省告示第164号）

- 教員資格認定試験規程（昭和48年文部省令第17号）

試験によって教員免許状の授与を受けることができる教員資格認定試験について定めた省令である。
- 教育職員免許法施行法（昭和24年法律第148号）

学校教育法の施行にともなって、大きく学校体系が変更になったため、当面の教員資格について定めることを目的とされた法律である。一部、現在でもよく用いられる規定もある。
- 教育職員免許法施行法施行規則（昭和29年文部省令第27号）

教育職員免許法施行法の詳細を定めている省令である。
- 小学校及び中学校の教諭の普通免許状授与に係る教育職員免許法の特例等に関する法律（平成9年法律第90号）

義務教育学校の普通免許状を取得する際に、介護等の体験を義務づけた法律である。
- 小学校及び中学校の教諭の普通免許状授与に係る教育職員免許法の特例等に関する法律施行規則（平成9年文部省令第40号）

介護等の体験に関し必要な事項など、法律の詳細を定めている省令である。
- 小学校及び中学校の教諭の普通免許状授与に係る教育職員免許法の特例等に関する法律施行規則第二条第十号の規定による同条第一号から第九号に掲げる施設に準ずる施設として文部大臣が認める施設（平成9年文部省告示第187号）